# Comuna Kameanka, Olevsk
Kameanka (în ucraineană Кам'янська сільська рада) este o comună în raionul Olevsk, regiunea Jîtomîr, Ucraina, formată din satele Kameanka (reședința) și Lisove.

## Demografie
Componența lingvistică a comunei Kameanka
     Ucraineană (98,9%)
     Alte limbi (1,03%)
Conform recensământului din 2001, majoritatea populației comunei Kameanka era vorbitoare de ucraineană (98,9%), existând în minoritate și vorbitori de alte limbi.